# Municipio de Makanda
El municipio de Makanda (en inglés: Makanda Township) es un municipio ubicado en el condado de Jackson en el estado estadounidense de Illinois. En el año 2010 tenía una población de 4353 habitantes y una densidad poblacional de 44,42 personas por km².

## Geografía
Según la Oficina del Censo de los Estados Unidos, el municipio tiene una superficie total de 98 km², de la cual 95.98 km² corresponden a tierra firme y (2.06%) 2.02 km² es agua.

## Demografía
Según el censo de 2010, había 4353 personas residiendo en el municipio de Makanda. La densidad de población era de 44,42 hab./km². De los 4353 habitantes, el municipio de Makanda estaba compuesto por el 88.7% blancos, el 4.04% eran afroamericanos, el 0.3% eran amerindios, el 3.91% eran asiáticos, el 0.02% eran isleños del Pacífico, el 0.87% eran de otras razas y el 2.16% pertenecían a dos o más razas. Del total de la población el 2.99% eran hispanos o latinos de cualquier raza.